# Psarolitia albogriseella
Psarolitia albogriseella är en fjärilsart som beskrevs av Pierre E.L. Viette 1956. Psarolitia albogriseella ingår i släktet Psarolitia och familjen plattmalar. Inga underarter finns listade i Catalogue of Life.